# Yang Wei (Turner)
Yang Wei (chinesisch 杨 威, Pinyin Yáng Wēi; * 8. Februar 1980 in Xiantao) ist ein chinesischer Turner und Mitglied der chinesischen Nationalmannschaft. Er gewann bei drei Olympischen Spielen insgesamt vier Medaillen, darunter drei goldene.

## Leben
Der 1980 in der Provinz Hubei geborene Yang Wei wurde im Alter von fünf Jahren von Talentspähern der Turnschule von Xiantao entdeckt. Da er aus Xiantao stammte, lebte er weiterhin bei seiner Familie und wohnte nicht wie andere Kinder in der Turnschule. 1990 wechselte er an die Turnschule in Wuhan. Mit 13 Jahren gewann er seine ersten Titel bei Schülerwettkämpfen. 1996 war er zum ersten Mal Teil der chinesischen Nationalmannschaft. Mit 18 Jahren trat er bei den Asienspielen für China an und konnte seine ersten Medaillen auf internationaler Bühne gewinnen. Weitere Medaillen folgten bei den Weltmeisterschaften 1999 in Tianjin.
Bei den Olympischen Sommerspielen 2000 in Sydney gewann Yang Wei die Silbermedaille im Mehrkampf sowie die Goldmedaille mit der Nationalmannschaft. 2003 bei den Turn-Weltmeisterschaften in Anaheim konnte er erneut die Goldmedaille mit dem Nationalteam sowie im Mehrkampf eine Silbermedaille gewinnen.
Bei den Olympischen Spielen 2004 in Athen startete Yang Wei sowohl mit der Mannschaft als auch im Einzelmehrkampf als Favorit. Die Mannschaft belegte allerdings nur den fünften Platz. Im Einzelmehrkampffinale stürzte Yang am Reck und wurde nur Siebter. Danach wollte er zunächst seine Karriere beenden. Sein Trainer Huang Yubin konnte ihn jedoch überzeugen, weitere vier Jahre zu trainieren, um bei den Olympischen Spielen in Peking anzutreten.
Weitere Goldmedaillen folgten bei den Weltmeisterschaften 2006 in Aarhus (Dänemark) mit der Nationalmannschaft sowie am Barren.
Bei den Weltmeisterschaften 2007 in Stuttgart gewann er die Goldmedaille mit dem Team sowie im Einzelmehrkampf.
Bei den Olympischen Spielen 2008 in Peking konnte Yang erneut mit der chinesischen Mannschaft den Teamwettbewerb gewinnen. Zudem wurde er Olympiasieger im Einzelmehrkampf und gewinnt zudem Silber an den Ringen.
Yangs Lebensgefährtin ist Yang Yun, die 2000 bei den Olympischen Sommerspielen die Bronzemedaille am Stufenbarren gewann. Yangs Trainer gab ihm die Erlaubnis nach den Olympischen Spielen 2008 seine Lebensgefährtin zu heiraten.
Das Paar heiratete im November 2008, nicht ohne Kritik vieler Chinesen an der teuren Zeremonie. Abermals lösten Yang Wei und Yang Yun im Sommer 2009 Kontroversen in China aus, als sie auf ihrer Website um Namensvorschläge für ihren ungeborenen Sohn baten. Dies löste Unmut aus, da es in China eigentlich nicht erlaubt ist das Geschlecht des Kindes vor der Geburt ermitteln zu lassen.
Yang verkündete im Mai 2009 seinen Rücktritt vom Profisport.